# Florian Opahle
Florian Opahle (Rosenheim, 1983) è un musicista tedesco.

## Biografia
Ha collaborato e suonato con Ian Anderson a partire dal 2003, partecipando al concerto pubblicato nel 2005 nell'album live Ian Anderson Plays the Orchestral Jethro Tull.
Nel 2012 ha partecipato alla realizzazione dell'album Thick as a Brick 2, sequel dello storico album dei Jethro Tull Thick as a Brick (1972) e nel 2014 è nuovamente presente nel sesto disco solista di Anderson Homo Erraticus. Nel 2018 ha partecipato al tour celebrativo per l'anniversario dei 50 anni di attività dei Jethro Tull.
È stato il chitarrista ufficiale del gruppo Jethro Tull, dal 2017 al 2019, anno in cui ha lasciato il gruppo per dedicarsi alla produzione musicale, per poi tornarvi nel 2021.
Nel 2022 viene pubblicato il disco dei Jethro Tull The Zealot Gene, per il quale suona la chitarra elettrica, con sessioni di registrazione effettuate tra il 2017 e il 2019, quando ancora faceva parte del gruppo rock.

## Discografia
- Ian Anderson Plays the Orchestral Jethro Tull - Ian Anderson (2005)
- Thick as a Brick 2 - Ian Anderson (2012)
- Homo Erraticus - Ian Anderson (2014)
- Thick as a Brick - Live in Iceland - Ian Anderson (2014)
- The Zealot Gene - Jethro Tull (2022)